# Mette Marie Astrup
Mette Marie Astrup (født 25. april 1760, død 16. februar 1834) var en dansk skuespiller.
Mette Marie Astrup blev ansat som skuespiller på Det Kongelige Teater i 1773 og debuterede samme år i rollen som Leonore i Ludvig Holbergs komedie Den Stundesløse.